# Ringland (pays de Galles)
Pour les articles homonymes, voir Ringland.
Ringland est une communauté du borough de comté de Newport, au pays de Galles.

## Géographie
Ringland se trouve à 5 km à l'est du centre-ville de Newport. Elle est bordée par l'autoroute M4 au nord et par la route A48 (en) et la South Wales Main Line à l'ouest et au sud.

## Démographie
Au recensement de 2011, la communauté de Ringland comptait 8 550 habitants.